# María Orosa
María Ylagan Orosa (ur. 29 listopada 1893 w Taal, prowincja Batangas, zm. 13 lutego 1945 w Manili) – filipińska chemiczka zajmująca się technologią żywności, działaczka niepodległościowa i społeczna. Autorka przepisu na keczup bananowy.

## Życiorys
Urodziła się 29 listopada 1893 w miejscowości Taal, w prowincji Batangas. W 1916 wyjechała do Stanów Zjednoczonych dzięki skromnemu rządowemu stypendium; według niektórych źródeł przybyła ukrywając się na wypływającym statku. Zdobyła tytuł magistra chemii farmaceutycznej i nauki o żywieniu na University of Washington, jednocześnie utrzymując się z prac dorywczych. W 1922 roku wróciła do Filipin, gdzie wykładała ekonomię na uczelni Centro Escolar, a później pracowała dla rządowego Biura Nauki, w którym założyła dział zajmujący się konserwacją żywności.
Pracowała na rzecz edukacji społeczeństwa w kwestii żywienia, walcząc z niedożywieniem. Założyła organizację, która zrzeszała działaczy uczących na wsi i w poszczególnych dzielnicach jak być samowystarczalnym hodując drób, konserwując odpowiednio żywność oraz przygotowując i planując posiłki. W 1924 do jej organizacji należało ponad 22 tysięcy członków. W tym czasie wymyśliła także ceramiczny piekarnik by ułatwić życie rodzinom w odległych miejscowościach bez dostępu do prądu. Wynalazek pozwalał na szybszą obróbkę cieplną potraw niż otwarty ogień.
Równolegle prowadziła badania nad lokalną żywnością, taką jak owoce tamaryndowca, santolu czy kalamondinu, którą poddawała procesom fermentacji, dehydratacji i konserwacji. W tym czasie Filipiny polegały na imporcie produktów spożywczych, więc Orosa starała się znaleźć trwałe lokalne zamienniki i rozpowszechnić tę wiedzę w społeczeństwie. Metody obróbki lokalnych produktów, które wypracowała, są nadal wykorzystywane. Wśród jej rozwiązań jest mąka z kassawy i zielonych bananów, która zastąpiła mąkę z pszenicy, czy ocet z kokosów. Była pierwszą osobą, która zaczęła mrozić mango, co umożliwiło eksport owoców. Jako pierwszej udało się jej także konserwować makapuno – do dziś wykorzystywany element kuchni regionalnej.
Orosa jest autorką ponad 700 przepisów. Wśród jej najsłynniejszych przepisów jest keczup bananowy, który jest dziś typowym elementem kuchni filipińskiej. W czasach gdy brakowało importowanych pomidorów, a banany były tanie i łatwo dostępne, Orosa stworzyła nowy sos na bazie bananów i octu, dodając na końcu czerwony barwnik. Podczas II wojny światowej dołączyła do filipińskiej partyzantki walczącej przeciwko Japonii u boku Amerykanów. Jej nowe rozwiązania żywieniowe ocaliły życie wielu głodującym więźniom, a Orosie przyniosły sławę bohatera wojennego. Stworzyła bowiem przepis na Soyalac: bogaty w białko i wartości odżywcze proszek sojowy, oraz Darak: ciastka ryżowe, które dzięki wysokiej zawartości witaminy B1 chroniły przed chorobą beri-beri. Oba produkty były przemycane do japońskich obozów koncentracyjnych, w których więziono Amerykanów i Filipińczyków.
Zmarła w wyniku ran zadanych szrapnelem 13 lutego 1945 w Manili, w której pozostała podczas wojny pomimo nalegań przyjaciół i rodziny, by wyjechała.

## Upamiętnienie
Jej imieniem nazwano ruchliwą ulicę w Manili, oraz upamiętniono ją tablicą pamiątkową w Biurze Przemysłu Roślinnego. 126 rocznica urodzin Orosy została uczczona 29 listopada 2019 roku poprzez Google Doodle.